# Episodi di The Rookie (seconda stagione)
La seconda stagione della serie televisiva The Rookie, composta da 20 episodi, è stata trasmessa negli Stati Uniti d'America sul canale ABC, dal 29 settembre 2019 al 10 maggio 2020.
In Svizzera la stagione è stata trasmessa su RSI LA1 dal 31 marzo al 30 settembre 2020. 

In Italia la prima parte della stagione (episodi nº 1-8) è stata trasmessa in prima visione assoluta, da Rai 2, dal 17 aprile al 29 maggio 2020; la seconda (episodi nº 9-20) è in onda dall'11 settembre al 27 novembre 2020.
| nº | Titolo originale       | Titolo Italia         | Prima TV USA      | Prima TV Svizzera |
| -- | ---------------------- | --------------------- | ----------------- | ----------------- |
| 1  | Impact                 | Impatto               | 29 settembre 2019 | 31 marzo 2020     |
| 2  | The Night General      | Detective di notte    | 6 ottobre 2019    | 31 marzo 2020     |
| 3  | The Bet                | La scommessa          | 13 ottobre 2019   | 7 aprile 2020     |
| 4  | Warriors and Guardians | Guerrieri e guardiani | 20 ottobre 2019   | 7 aprile 2020     |
| 5  | Tough Love             | L'informatore         | 3 novembre 2019   | 14 aprile 2020    |
| 6  | Fallout                | Allerta nucleare      | 10 novembre 2019  | 14 aprile 2020    |
| 7  | Safety                 | Sicurezza             | 17 novembre 2019  | 21 aprile 2020    |
| 8  | Clean Cut              | Incidenti di percorso | 24 novembre 2019  | 21 aprile 2020    |
| 9  | Breaking Point         | Punto di rottura      | 1º dicembre 2019  | 28 aprile 2020    |
| 10 | The Dark Side          | Il lato oscuro        | 8 dicembre 2019   | 28 aprile 2020    |
| 11 | Day of Death           | Il giorno della morte | 23 febbraio 2020  | 2 settembre 2020  |
| 12 | Now and Then           | Prima o poi           | 1º marzo 2020     | 2 settembre 2020  |
| 13 | Follow-Up Day          | Giornata di verifica  | 8 marzo 2020      | 9 settembre 2020  |
| 14 | Casualties             | Danni collaterali     | 15 marzo 2020     | 9 settembre 2020  |
| 15 | Hand-Off               | Identità violate      | 22 marzo 2020     | 16 settembre 2020 |
| 16 | The Overnight          | Turno di notte        | 5 aprile 2020     | 16 settembre 2020 |
| 17 | Control                | Sotto copertura       | 12 aprile 2020    | 23 settembre 2020 |
| 18 | Under the Gun          | Lezioni di vita       | 26 aprile 2020    | 23 settembre 2020 |
| 19 | The Q Word             | La talpa              | 3 maggio 2020     | 30 settembre 2020 |
| 20 | The Hunt               | La resa dei conti     | 10 maggio 2020    | 30 settembre 2020 |

## Impatto
- Titolo originale: Impact
- Diretto da: Mike Goi
- Scritto da: Alexi Hawley

### Trama
Il pericolo è sempre presente mentre gli ufficiali del distretto del Mid-Wilshire sono alle prese con le conseguenze di un attacco pianificato alla città di Los Angeles, lasciando l'agente Bradford a combattere per la sua vita. Due settimane dopo, le reclute riceveranno i risultati scioccanti del loro ultimo esame di addestramento, lasciando un ufficiale a chiedersi cosa riserva il futuro, specialmente per Nolan in seguito al trasferimento di Bishop dopo all'ATF. Nel frattempo, la tensione si sviluppa a casa mentre Nolan e Lopez avanzano nelle loro relazioni con Jessica e Wesley.
- Guest star: Shawn Ashmore (Wesley Evers), Sarah Shahi (Jessica Russo), Mark Cuban (se stesso).
- Ascolti Italia: telespettatori 1 710 000 – share 6,15%[5]

## Detective di notte
- Titolo originale: The Night General
- Diretto da: Rob Bowman
- Scritto da: Fredrick Kotto

### Trama
Nolan collabora con il nuovo detective Nick Armstrong in un caso di investigazione su un omicidio che porta ad una inattesa riunione con un precedente interesse amoroso.
- Guest star: Brent Huff (poliziotto Smitty), Harold Perrineau (Pablo Armstrong), Ali Larter (dottoressa Grace Sawyer).
- Ascolti Italia: telespettatori 1 759 000 – share 6,46%[6]

## La scommessa
- Titolo originale: The Bet
- Diretto da: Barbara Brown
- Scritto da: Corey Miller

### Trama
L'agente Nolan affronta la crescente tensione nella sua relazione con Jessica e un rapporto in via di sviluppo con Grace mentre lavora a un procedimento penale ad alto rischio che coinvolge un agente della sicurezza nazionale sotto copertura. Nel frattempo, l'agente Chen si intromette nella vita amorosa dell'agente Bradford e l'agente Lopez apprende alcune notizie sorprendenti su Wesley.
- Guest star: Shawn Ashmore (Wesley Evers), Sarah Shahi (Jessica Russo), Ali Larter (dottoressa Grace Sawyer), Brent Huff (poliziotto Smitty), Michelle Pernard (poliziotto Desantos), Seamus Dever (Chaz Bachman), Jon Huertas (Cesar Ojeda).
- Ascolti Italia: telespettatori 1 506 000 – share 5,43%[7]

## Guerrieri e guardiani
- Titolo originale: Warriors and Guardians
- Diretto da: Lisa Demaine
- Scritto da: Brynn Malone

### Trama
Nolan ha un inizio difficile dopo essere stato presentato al suo nuovo ufficiale di addestramento, Nyla Harper, che ha un approccio non convenzionale al lavoro di polizia dopo il suo periodo come detective sotto copertura. Nel frattempo, l'agente Bradford fatica a pensare a un regalo di compleanno appropriato per Rachel, e l'agente Lopez si ritrova ad affrontare un caso che fa scattare un ricordo personale.
- Guest star: Jasmine Mathews (Rachel Hall).
- Ascolti Italia: telespettatori 1 915 000 – share 7,45%[8]

## L'informatore
- Titolo originale: Tough Love
- Diretto da: Rachel Feldman
- Scritto da: Vincent Angell

### Trama
Come parte della loro seconda fase di formazione, alle reclute viene chiesto di sviluppare i loro primi informatori riservati. L'agente Nolan scopre presto che non esistono due informatori uguali e lotta con il suo compito più recente. Nel frattempo, la madre dell'agente Chen complica la sua vita familiare quando viene a stare con lei.
- Guest star: Zayne Emory (Henry Nolan), Harold Perrineau (detective Nick Armstrong), Ali Larter (dottoressa Grace Sawyer).
- Ascolti Italia: telespettatori 1 319 000 – share 4,96%[9]

## Allerta nucleare
- Titolo originale: Fallout
- Diretto da: Bill Johnson
- Scritto da: Robert Bella

### Trama
Un avviso di emergenza di un imminente attacco missilistico manda Los Angeles nel caos e nell'incertezza, mentre gli ufficiali cercano di mantenere la pace e di affrontare i propri disastri.
- Guest star: Shawn Ashmore (Wesley Evers), Sarah Shahi (Jessica Russo), Jasmine Mathews (Rachel Hall), Matthew Glave (Oscar Hutchinson), Jon Snow (Deputy Finn Nickerson), Enver Gjokaj (Donovan), Carsyn Roseas (Lila), Crystal Coney (Lisa).
- Ascolti Italia: telespettatori 1 322 000 – share 5,21%[10]

## Sicurezza
- Titolo originale: Safety
- Diretto da: Sylvain White
- Scritto da: Terence Paul Winter

### Trama
La relazione di John e Jessica diventa molto più complicata dopo che lei ha fornito alcune notizie sorprendenti. Nel frattempo, Bradford e West si sottopongono al progetto di polizia di prossimità aiutando i Watts Rams come allenatori volontari insieme ai giocatori dei Rams Eric Weddle e Robert Woods.
- Guest star: Sarah Shahi (Jessica Russo), Ali Larter (dottoressa Grace Sawyer), Kevin Daniels (poliziotto Wilkie), Issac Ryan Brown (AJ Clemons), Sonya Leslie (Kiara Clemons), Eric Weddle (se stesso), Robert Woods (se stesso).
- Ascolti Italia: telespettatori 1 303 000 – share 5,36%[11]

## Incidenti di percorso
- Titolo originale: Clean Cut
- Diretto da: Toa Fraser
- Scritto da: Mary Trahan

### Trama
L'agente Nolan dà il via al suo compleanno facendo da babysitter a una scena del crimine in uno studio legale. Nel frattempo, l'agente Bradford e l'agente West riceveranno premi speciali e il sergente Gray va in pattuglia con l'agente Harper dopo aver richiesto una valutazione annuale anticipata.
- Guest star: Zayne Emory (Henry Nolan), Ali Larter (dottoressa Grace Sawyer), Sara Rue (Nell Forester), Alan Tudyk (Ellroy Basso), Chloe Bridges (Stephanie Davis), Blue Kimble (Trevor Reed), Rebecca Field (Sarah Murphy), Bobby Hosea (Walter), Bob Stephenson (Kevin), Adam Busch (Mike Garvey).
- Ascolti Italia: telespettatori 1 103 000 – share 4,96%[12]

## Punto di rottura
- Titolo originale: Breaking Point
- Diretto da: Leslie Libman
- Scritto da: Alexi Hawley e Corey Miller

### Trama
La fiducia dell'agente Nolan viene messa alla prova quando cerca di aiutare il precedente proprietario della sua casa a ricostruire i rapporti con la sua famiglia. Nel frattempo, l'agente Harper si è finalmente guadagnata una notte con sua figlia che viene messa a repentaglio quando la sua vita passata sotto copertura riemerge di nuovo.
- Guest star: Shawn Ashmore (Wesley Evers), Harold Perrineau (detective Nick Armstrong), Ali Larter (Grace Sawyer), Jasmine Mathews (Rachel Hall), Carsyn Rose (Lila), Geoffrey Rivas (Howard Green), Daniel Lissing (Sterling Freeman).
- Ascolti Italia: telespettatori 1 006 000 – share 4,90%[13]

## Il lato oscuro
- Titolo originale: The Dark Side
- Diretto da: Bill Roe
- Scritto da: Alexi Hawley

### Trama
Nolan e il suo team vengono scelti per scortare una famigerata serial killer nei luoghi di sepoltura delle sue vittime per recuperarli. Tuttavia, quando arrivano, portano alla luce anche più di quanto si aspettassero. Nel frattempo, l'agente Chen incontra un uomo apparentemente perfetto che suscita il suo interesse, e l'agente Lopez si preoccupa per Wesley il cui disturbo da stress post-traumatico continua ad aumentare.
- Guest star: Shawn Ashmore (Wesley Evers), Harold Perrineau (detective Nick Armstrong), Michael Trucco (assistente procuratore distrettuale Sean Del Monte), Annie Wersching (Rosalind Dyer), Julian Acosta (sergente Antonio Hernandez), Michael Cassidy (Caleb Wright).
- Ascolti Italia: telespettatori 1 143 000 – share 5,07%[14]
- Nota. Nella versione italiana, la cella della detenuta viene indicata 8 metri per 11 quando in realtà erano piedi. La cella comunque è di dimensioni superiori alla media americana che è di 6 piedi per 8.

## Il giorno della morte
- Titolo originale: Day of Death
- Diretto da: David McWhirter
- Scritto da: Brynn Malone e Fredrick Kotto

### Trama
L'agente Nolan e l'intera squadra sono alla disperata ricerca dell'agente Chen, rapita da un serial killer, e devono cercare di convincere Rosalind ad aiutarli nella loro ricerca. Nel frattempo, dopo che l'agente Lopez scopre Wesley privo di sensi a causa di un pericoloso cocktail di alcol e pillole, è costretta a tenerlo sott'occhi per controllarlo. 
Nel frattempo il detective Armstrong, mentre è il cimitero sulla tomba della moglie, viene a sua volta rapito dal serial killer Caleb Wright che sta imitando Rosalind.
- Guest star: Shawn Ashmore (Wesley Evers), Harold Perrineau (Detective Nick Armstrong), Ali Larter (dottoressa Grace Sawyer), Annie Wersching (Rosalind Dyer), Julian Acosta (Sergente Antonio Hernandez), Michael Cassidy (Caleb Wright), Natalia Del Riego (Nora Valdez).
- Ascolti Italia: telespettatori 1 076 000 – share 4,80%[15]

## Prima o poi
- Titolo originale: Now and Then
- Diretto da: C. Chi-Yoon Chung
- Scritto da: Robert Bella

### Trama
Lucy Chen torna in servizio dopo il suo rapimento e Harper interviene per aiutarla nel suo primo giorno di pattuglia. Nel frattempo, Nolan porta in giro la fidanzata di suo figlio, Abigail, che ha mostrato interesse per diventare un'agente di polizia.
- Guest star: Zayne Emory (Henry Nolan), Madeleine Coghlan (Abigail), Daniel Lissing (Sterling Freeman), Jeffrey D. Sams (dottor Solomon Lowell).
- Ascolti Italia: telespettatori 1 057 000 – share 4,50%[16]

## Giornata di verifica
- Titolo originale: Follow-Up Day
- Diretto da: Liz Friedlander
- Scritto da: Alexi Hawley

### Trama
Nolan riceve l'eredità del padre e scopre di avere un fratellastro. Invita Grace per una cena casalinga. Nel frattempo, ogni unità ha il compito di seguire casi dormienti nella speranza di poterli chiudere.
- Guest star: Shawn Ashmore (Wesley Evers), Ali Larter (dottoressa Grace Sawyer), Brent Huff (poliziotto Smitty), Jane Daly (Patrice Evers), Crystal Coney (infermiera Lisa), Michelle Bernard (poliziotto Desantos), Pete Davidson (Pete).
- Ascolti Italia: telespettatori 1 249 000 – share 5,20%[17]

## Danni collaterali
- Titolo originale: Casualties
- Diretto da: Sylvain White
- Scritto da: Bill Rinier

### Trama
Gli agenti Nolan e Harper indagano su un omicidio che potrebbe avere implicazioni per la sicurezza nazionale, mentre l'agente Bradford deve confrontarsi con il suo passato quando incontra un veterano senzatetto.
- Guest star: Harold Perrineau (detective Armstrong), Ali Larter (dottoressa Grace Sawyer), Brent Huff (poliziotto Smitty).
- Ascolti Italia: telespettatori 1 168 000 – share 4,90%[18]

## Identità violate
- Titolo originale: Hand Off
- Diretto da: Michael Goi
- Scritto da: Vincent Angell e Mary Trahan

### Trama
L'agente Nolan sta vivendo una giornata particolarmente brutta dopo aver appreso che la sua identità è stata rubata e potrebbe mettere a repentaglio la sua posizione nella polizia. Nel frattempo, il sergente Grey deve affrontare il suo passato e testimoniare all'udienza sulla libertà condizionale dell'uomo che ha sparato a lui e ucciso il suo partner.
- Guest star: Brent Huff (poliziotto Smitty), Jasmine Matthews (Rachel Hall), Chris Brochu (Crispin Bowers), Seth Green (Jordan Neil).
- Ascolti Italia: telespettatori 1 268 000 – share 5,10%[19]

## Turno di notte
- Titolo originale: The Overnight
- Diretto da: Stephanie Marquardt
- Scritto da: Rachael Seymour e Corey Miller

### Trama
Gli agenti Chen e Bradford rispondono a una chiamata alle audizioni di Los Angeles di American Idol e l'agente Chen finisce per affrontare Ryan Seacrest e i giudici (Katy Perry, Luke Bryan e Lionel Richie). Nel frattempo, Chen fa amicizia con una giornalista (Roselyn Sanchez) le cui motivazioni non sono chiare.
- Guest star: Ryan Seacrest (se stesso), Katy Perry (se stessa), Luke Bryan (se stesso), Lionel Richie (se stesso), Roselyn Sánchez (Valerie Castillo).

- Ascolti Italia: telespettatori 1 273 000 – share 5,00%[20]

## Sotto copertura
- Titolo originale: Control
- Diretto da: Marcus Stokes
- Scritto da: Alexi Hawley e Robert Bella

### Trama
Il rapporto dell'agente Nolan con il suo primo informatore confidenziale viene messo alla prova quando la scopre per strada a spacciare droga. Nel frattempo, la paura di Lucy a rimettersi in gioco, in seguito al suo rapimento e alla sua intrusione nella relazione del coinquilino, sta iniziando a minacciare l'amicizia con Jackson.
- Guest star: Daniel Lissing (Sterling Freeman), Karen David (detective Rita Calderon), Eve Harlow (Bianca Windle), Devan Chandler Long (Ripper), Bailey Chase (Agente D.E.A. Michael Banks).
- Ascolti Italia: telespettatori 1 421 000 – share 5,10%[21]

## Lezioni di vita
- Titolo originale: Under the Gun
- Diretto da: Tori Garrett
- Scritto da: Terence Paul Winter e Elizabeth Davis Beall

### Trama
Gli agenti Nolan e Harper hanno il compito di scortare quattro minorenni a un programma Scared Straight presso un istituto di correzione. Al loro arrivo mentre è in atto il programma, scoppia una rivolta con il sequestro della Direttrice del carcere. Nolan e Harper, con l'aiuto di due detenuti (uno di loro è il fratello di uno dei ragazzi), riescono a portare in salvo la Direttrice. Intanto il rapporto sentimentale di Nolan con Grace ha una battuta di arresto poiché Grace deve ricucire il suo matrimonio per amore del figli.
- Guest star:Harold Perrineau (detective Nick Armstrong), Ali Larter (dottoressa Grace Sawyer), Jasmine Mathews (Rachel Hall), Matthew Glave (Oscar Hutchinson).
- Ascolti Italia: telespettatori 1 418 000 – share 5,60%[21]

## La talpa
- Titolo originale: The Q Word
- Diretto da: David McWhirter
- Scritto da: Natalie Callaghan e Nick Hurwitz

### Trama
Il loro anno da reclute sta volgendo al termine e gli agenti Nolan, Chen e West verranno sottoposti a forti pressioni mentre i loro istruttori valutano se sono veramente pronti per il lavoro. Nel frattempo uno dei loro compagni di accademia viene coinvolto in una sparatoria e nonostante le cure immediate muore. Nolan recupera la pistola dell'omicidio e la mette in sicurezza ma al momento di classificare le prove scopre che la pistola è sparita. Le considerazioni sull'esistenza di una talpa all'interno del dipartimento diventano certezze. Le indagini andranno in una direzione completamente sbagliata.
- Guest star: Harold Perrineau (detective Nick Armstrong), Ali Larter (dottoressa Grace Sawyer), Brent Huff (ufficiale Smitty), Crystal Coney (infermiera Lisa), Jeff Pierre (Emmett Lang), Chris O'Shea (ufficiale Chris Rios), Hannah Kasulka (ufficiale Erin Cole), Greg Serano (T.O. Martinez).
- Ascolti Italia: telespettatori 1 325 000 – share 4,80%[22]

## La resa dei conti
- Titolo originale: The Hunt
- Diretto da: Bill Roe
- Scritto da: Alexi Hawley

### Trama
La scoperta di Nolan va ben oltre quello che pensava in un primo momento e potrebbe mettere a repentaglio la sua vita e la sua carriera. Armstrong lo invita a casa sua per costituirsi ma lì gli rivelerà il suo piano per incastrarlo. L’episodio si conclude con l’agente Nolan che trova delle prove incriminanti in casa sua.
- Guest star: Harold Perrineau (detective Nick Armstrong), Ali Larter (dottoressa Grace Sawyer), Jasmine Mathews (Rachel Hall), Annie Wersching (Rosalind Dyer), Hannah Kasulka (ufficiale Erin Cole), Hrach Titizian (Ruben Derian), Themo Melikidze (Serj Derian).
- Ascolti Italia: telespettatori 1 383 000 – share 5,50%[22]